# Malukah (співачка)
Джудіт де лос Сантос (ісп. Judith de los Santos; 1982), також відома під псевдонімом Malukah — мексиканська співачка та композиторка, здобула популярність завдяки кавер-версіям на саундтреки з відеоігор, які вона публікує на своєму YouTube-каналі. В останні роки Malukah долучилася до написання офіційних саундтреків до деяких ігор.

## Кар'єра
Де лос Сантос пише власні пісні, а також виконує кавери (переспіви) відомих пісень з відео-ігор. Стала відомою міжнародній аудиторії, коли відео з її кавер-версією пісні «The Dragonborn Comes» з відомої гри The Elder Scrolls V: Skyrim, завантажене 29 листопада 2011 року, стало вірусним на YouTube. У листопаді 2011 року відео було відправлене на YouTube-канал IGN, де стало 11-тим в рейтингу з найбільш частими переглядами. У грудні 2011 року ця кількість становила 1,753,063 переглядів лише протягом першого місяця. Оригінальне відео на власному каналі Malukah станом на 1 жовтня 2016 року зібрало понад 17,3 млн переглядів, тоді як версія на каналі IGN мала 13,4 мільйони переглядів.
Це та інші популярні відео, в тому числі кавери на саундтреки з серії ігор Mass Effect, допомогли музикантці отримати роботу в індустрії відео-ігор. 
У 2012 році де лос Сантос забезпечувала вокал для саундтреку гри Call of Duty: Black Ops II, А у 2013 працювала над саундтреком для гри The Banner Saga (разом з Тейлор Девіс). В 2014 році складала і виконувала бардівські пісні для гри The Elder Scrolls Online. Також співачка була запрошена стати частиною майбутнього проекту симфонії відео-ігор композитора Джеремі Сулі, «The Northerner". Malukah представила вокал для музики в короткому фільмі Forge, співпрацюючи з Остіном Уінторі і Тіною Го. Також співпрацювала з  Miracle of Sound, проектом іншого композитора Ґевіна Данна, виконавши з ним пісню Legends of the Frost на основі відео-гри The Elder Scrolls V: Skyrim. У грі Call of Duty: Black Ops 3 також може бути доступна її пісня «Dead Flowers».
Malukah виконала пісню з гри Halo «Frozen Sleep» на Halo Global чемпіонаті 2013 року в PAX Prime і була гостем на Video Games Live E3 концерт у 2014 році.

## Дискографія
- All of the Above (Самовиданий альбом, 2006)
- Reignite (Headhunterz ft. Malukah, 2012)
- The Northerner (Jeremy Soule, 2017)

## Саундтреки створені за її участі до ігор
- Call of Duty: Black Ops II (2012)
- The Banner Saga (2013)
- The Elder Scrolls Online (2014)
- Far Cry Primal (2016)
- Call of Duty: Black Ops III (2015)